# 地工織物

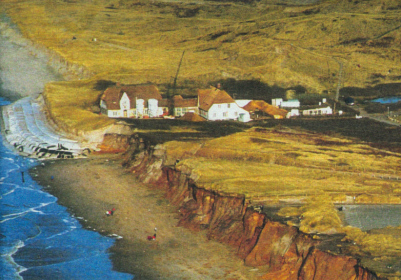
地工布所製的沙袋保護敘爾特島歷史悠久的克利芬德房屋免受暴風雨的侵襲，沒有沙袋所保護的兩側堤岸都被風暴給侵蝕。

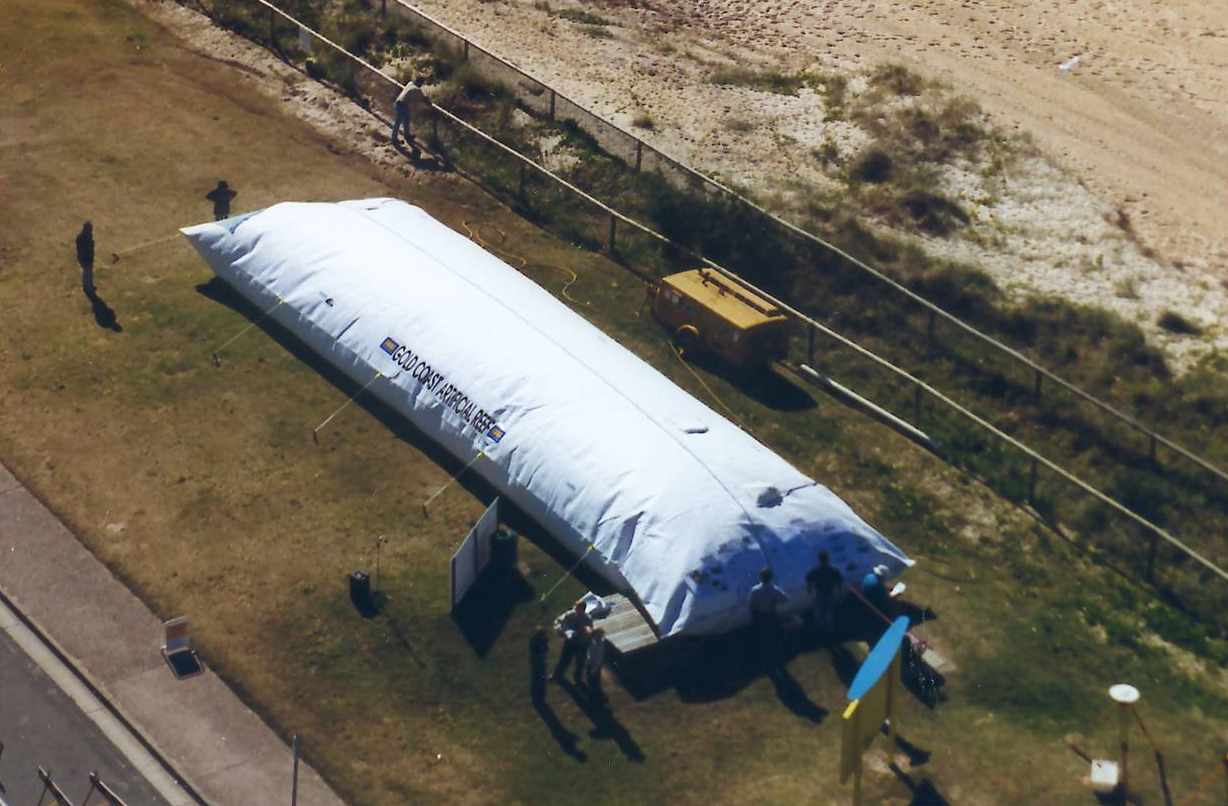
地工布沙袋長度約為 20 m，圖為昆士蘭州人工魚礁所用的沙袋。

地工織物是一種多用途的合成產品。通常適用於土木工程的聚合物。其中包括八個主要產品類别：地工布、地工格柵、地工格網、地工膜、地工合成黏土層、地工泡沫塊、地工格室和土工複合材料。地工織物的聚合物性質使其適合在需要高耐久性的地面上使用。也可以直接用於暴露的地面上。地工合成材料有多種形式和材料。此產品在土木工程具有廣泛的應用，目前用於土木、土力工程、交通、地質環境保護、水利和社會開發，包括道路、機場、鐵路、路堤、擋土結構、水庫、運河、水壩、侵蝕控制、沈積物控制、垃圾掩埋場、採礦業、水產養殖業和農業。